# ژوزه (فیلم)
ژوزه (انگلیسی: Josée) فیلم درام عاشقانه محصول سال ۲۰۲۰ کره جنوبی بر پایه یک داستان کوتاه ژاپنی اثر سِی‌کو تانابه است. این فیلم به کارگردانی و نویسندگی کیم جونگ کوان و با بازی هان جی مین در نقش ژوزه و نام جو هیوک در نقش لی یونگ سوک است. ژوزه در ۱۰ دسامبر ۲۰۲۰ منتشر شد.